# 1. Liga (Tschechoslowakei) 1971/72
Die Spielzeit 1971/72 der 1. Liga  war die 29. reguläre Austragung der höchsten Eishockeyspielklasse der Tschechoslowakei. Mit 48 Punkten setzte sich der Armeesportklub Dukla Jihlava durch. Für die Mannschaft war es ihr insgesamt sechster tschechoslowakischer Meistertitel. Der TJ Gottwaldov stieg als Tabellenletzter in die zweite Spielklasse ab, während der TJ Škoda Plzeň in der Liga-Qualifikation den direkten Wiederaufstieg nach einem Jahr Zweitklassigkeit schaffte.

## Modus
Wie in der Vorsaison wurde die Liga mit zehn Mannschaften ausgespielt. Da jede Mannschaft gegen jeden Gruppengegner je zwei Heim- und Auswärtsspiele austrug, betrug die Gesamtanzahl der Spiele pro Mannschaft 36 Spiele. Meister wurde der Gewinner der Hauptrunde. Der Tabellenletzte stieg direkt in die jeweilige Landesmeisterschaft ab. Die im Vorjahr ausgetragenen Playoffs wurden wieder abgeschafft.

## Tabelle
| Pl. | Team                    | Sp. | S  | U | N  | Torv.   | Pkt. |
| --- | ----------------------- | --- | -- | - | -- | ------- | ---- |
| 1.  | Dukla Jihlava           | 36  | 22 | 4 | 10 | 148:86  | 48   |
| 2.  | Slovan CHZJD Bratislava | 36  | 19 | 8 | 9  | 135:88  | 46   |
| 3.  | TJ SONP Kladno          | 36  | 21 | 4 | 11 | 125:94  | 46   |
| 4.  | Tesla Pardubice         | 36  | 17 | 6 | 13 | 124:112 | 40   |
| 5.  | ZKL Brno                | 36  | 18 | 4 | 14 | 106:100 | 40   |
| 6.  | Motor České Budějovice  | 36  | 13 | 4 | 19 | 105:138 | 30   |
| 7.  | Spartak ČKD Prag        | 36  | 12 | 6 | 18 | 89:128  | 30   |
| 8.  | VSŽ Košice              | 36  | 12 | 5 | 19 | 81:113  | 29   |
| 9.  | CHZ Litvínov            | 36  | 12 | 3 | 21 | 121:142 | 27   |
| 10. | TJ Gottwaldov           | 36  | 8  | 8 | 20 | 91:124  | 24   |

Bester Torschütze der Liga wurde Václav Nedomanský von Slovan CHZJD Bratislava, der in den 36 Spielen seiner Mannschaft 31 Tore erzielte.

### Meistermannschaft von Dukla Jihlava
| Logo | Torhüter      | Krása, Šaršoň |
| Logo | Abwehrspieler | Jan Suchý, Jan Eysselt, O. Vejvoda I., Milan Kajkl, Lyčka, Dvořák, Rykl, Adamík                                       |
| Logo | Stürmer       | Jan Hrbatý, Jaroslav Holík, Jiří Holík, Jan Klapáč, Josef Augusta, Balun, Vorlíček, M. Novák, Jiří Novák, Bačo, Janák |
| Logo | Trainer       | Jaroslav Pitner, Stanislav Neveselý                                                                                   |

## 1. Liga-Qualifikation
Die Gewinner der drei Zweitligagruppen, TJ Škoda Plzeň, VŽKG Ostrava/Vítkovice und ŠK Liptovský Mikuláš, sowie der punktbeste Gruppenzweite der Gruppe A Slavia Prag spielten in Hin- und Rückspiel um die Aufnahme in die 1. Liga für die folgende Spielzeit. Dabei setzte sich Škoda Plzeň mit acht Punkten durch. Slavia war für den Zweiten der Gruppe A, der B-Mannschaft von Dukla Jihlava, nachgerückt, da diese nicht zum Aufstieg berechtigt war.
| Platz | Team                   | Punkte |
| ----- | ---------------------- | ------ |
| 1.    | TJ Škoda Plzeň         | 8      |
| 2.    | Slavia Prag            | 7      |
| 3.    | VŽKG Ostrava/Vítkovice | 7      |
| 4.    | ŠK Liptovský Mikuláš   | 2      |